# Aï Keita
Pour les articles homonymes, voir Keita.
Aï Keita née le 31 décembre 1957 à Dapoya au Burkina Faso est une comédienne et actrice burkinabè.
Elle est l’actrice principale du film à succès Sarraounia de Med Hondo.

## Biographie
Aï Keita commence sa carrière en 1986, banalement à la suite d'une altercation dans son quartier populaire. Tout de suite, elle se fait remarquer par le réalisateur Med Hondo. Elle joue le rôle principal dans le film Sarraouina. Ai Keita totalise près de 30 films en 35 ans de carrière.
Elle est membre de plusieurs jurys officiels et d’autres festivals de cinéma comme le Fespaco.

## Filmographie

### Télévision
- 1996 : Sida dans la cité une série télé réalisée par Franck Amblard

### Cinéma
- 1986 : Sarraounia de Med Hondo[2]
- 1989 : Mamy Wata de Mustapha Diop[2]
- 1992 : Les Etrangers de Mamadou Djim Kola [2]
- 1995 : Haramuya de Drissa Touré
- 1995 : L’Epopée des Mossi d’Adama Traoré
- 1996 : Messages de femmes - Messages pour Beijing de Martine Ilboudo Condé[2]
- 1998 : Tourbillon de Pierre Yaméogo
- 2003 : Tasuma, le feu de Daniel Sanou Kollo
- 2005 : Série Ina d’Apolline Traoré
- 2014 : Ah les hommes ! Ah les femmes d’Apolline Traoré
- 2018 : La team des belles rebelles de Boubacar Diallo
- 2021 : Les trois lascars de Boubacar Diallo

## Distinctions
- 2012 : Trophée d’hommage des journées cinématographiques des femmes professionnelles d’image[3]
- 2016 : Sotigui d’hommage